# Максимельянова, Нина Дмитриевна
Нина Дмитриевна Максимельянова (31 декабря 1927, Вышневолоцкий уезд, Тверская губерния, СССР — 25 октября 2006, Москва, Россия) — советская баскетболистка, тренер и функционер. Заслуженный мастер спорта СССР (1953).

## Биография
Окончила ГЦОЛИФК.
Чемпионка мира и Европы по баскетболу в составе сборной СССР. Капитан сборной СССР в 1957-59 годах.
Одна из лучших центровых в истории советского баскетбола. Лучшая по очкам заброшенным в сборной СССР на финальных турнирах чемпионата мира 1957 года и 1959 года.
Тренер-методист МГС «Динамо» — с 1947 года.
Тренер женской команды «Динамо» (Москва) — 1960-76. Работала в Федерации баскетбола СССР с 1960 по 1963 год.
Умерла в Москве в возрасте 78 лет. Похоронена на Долгопрудненском кладбище в Долгопрудном Московской области.

## Достижения
- Чемпион мира: 1959.
- Серебряный призёр чемпионата мира: 1957.
- Чемпион Европы: 1950, 1954 и 1956.
- Серебряный призёр чемпионата Европы: 1958
- Чемпион СССР: 1948, 1950, 1953, 1956—1959.
- Серебряный призёр чемпионата СССР: 1951, 1954.
- Бронзовый призёр чемпионата СССР: 1949, 1952, 1955.
- Обладательница Кубка СССР: 1949, 1953.
- Чемпионка I и II Спартакиад народов СССР: 1956, 1959.
- Чемпионка Всемирных студенческих игр: 1949, 1951.
- Международных дружеских спортивных игр молодежи: 1953, 1957.

## Награды
- Орден «Знак Почёта» (27.04.1957) — «за успехи, достигнутые в деле развития массового физкультурного движения в стране, повышения мастерства советских спортсменов, и успешное выступление на международных соревнованиях»